# جايسون ماغيري
جايسون ماغيري (بالإنجليزية: Jason Maguire)‏ هو فارس أيرلندي، ولد في 13 أبريل 1980 في مقاطعة ميث في جمهورية أيرلندا.